# Karel Hrubý (1923)
Karel Hrubý (9. prosince 1923 Plzeň – 6. června 2021 Basilej) byl český exilový politik a publicista. V 70. a 80. letech 20. století působil ve vedení exilové sociální demokracie.

## Život
Vyučil se soustružníkem, pak navštěvoval učitelský ústav a v letech 1945–1949 studoval filosofii a češtinu na FF UK v Praze, studium završil doktorátem na téma Masaryk jako literární kritik.
Po krátkém působení na gymnáziích v západních Čechách a na pedagogické škole v Plzni byl pro odpor k režimu v roce 1955 zatčen a odsouzen k desetiletému žaláři. Po všeobecné amnestii v květnu 1960 pracoval jako dělník v plzeňském družstvu Mechana.
V roce 1968 působil krátkou dobu jako sociolog ve Výzkumném ústavu výrobního družstevnictví v Praze. Věnoval se v té době sociologickým studiím husitské revoluce (Sociologický model husitské revoluce v pražských městech, 1967; Struktury a postoje husitských skupin pražského politického systému,1969; německy pak Senior communitas, eine revolutionäre Institution der Prager hussitischen Bürgerschaft,1972). Zúčastnil se jako člen přípravného výboru obnovování sociálně demokratické strany. Po srpnové okupaci odešel v září 1968 s rodinou do Švýcarska, kde působil jako sociolog v Basileji (1968–1988).

### Exilová činnost
Zapojil se do činnosti Čs.sociální demokracie v exilu, v roce 1973 byl zvolen místopředsedou a v létě 1989 předsedou exilové strany a stal se jejím zástupcem v byru Socialistické internacionály. Byl členem zastupitelstva a předsednictva Rady svobodného Československa a předsedou švýcarské sekce Československé společnosti pro vědy a umění (SVU). V letech 1983–1991 byl vedoucím redaktorem čtvrtletníku SVU Proměny, který věnoval pozornost kulturním i politickým otázkám a filosofii Masarykově, Rádlově a Patočkově; seznamoval také zahraniční čtenáře s pracemi českého a slovenského disentu.
Ve Švýcarsku organizoval tzv. evropské konference SVU, na nichž se čeští a slovenští vědci a umělci z celého světa zamýšleli nad aktuálními tématy: O smyslu českých a slovenských dějin (1976), Masarykův humanitní odkaz (1980), My v Evropě – Evropa v nás (1983), Ohrožené dědictví střední Evropy (1985), Kultura a násilí (1988). Spolu s Milíčem Čapkem vydal sborník T. G. Masaryk in Perspective. Comments and Criticism (1981). V roce 1996 vydal sborník Léta mimo domov, v němž je zachycena historie Československé sociální demokracie v exilu.
Publikoval hlavně v Soudobých dějinách, Dějinách a současnosti, Listech a jiných časopisech. Žil v Basileji.

## Ocenění
V roce 1995 mu bylo uděleno čestné občanství města Plzně. Prezident Václav Havel mu v 1995 propůjčil Řád T. G. Masaryka II. stupně.